# Kaus Australis
Kaus Australis (Épsilon Sagittarii / ε Sgr / 20 Sgr) es la estrella más brillante de la constelación de Sagitario y la trigésima sexta del cielo nocturno, aunque ostente la denominación de Bayer «épsilon», quinta letra del alfabeto griego. Es una estrella doble con una componente muy luminosa de magnitud aparente +1.79 y otra mucho más tenue de magnitud 14.

## Nombre
El nombre de Kaus Australis tiene un origen mixto: Kaus proviene del árabe y significa ‘arco’, mientras que Australis proviene del latín y significa ‘del sur’.
Junto a Nash (γ2 Sagittarii) y Kaus Meridionalis (δ Sagittarii), en lengua acadia esta estrella era Sin-nun‑tu o Si-nu-nu‑tum, (‘la golondrina’). En la antigua Arabia, también junto a Nash y Kaus Meridionalis y además con η Sagittarii, formaba Al Na'am al Warid, (‘las avestruces yendo’), en referencia a que cruzaban el río celestial —la Vía Láctea—.
En el Éufrates pudo haber sido llamada Nibat Anu.

## Características físicas
Situada a 145 años luz en dirección al centro de la galaxia, Kaus Australis A está catalogada como una gigante blanco-azulada de tipo espectral B9.5III con una temperatura superficial de 9200 K. Su luminosidad es 375 veces mayor que la solar, más alta que la que cabría esperar para una gigante de sus características, por lo que también ha sido clasificada como gigante luminosa. Su radio, calculado a partir de la medida directa de su diámetro angular, es siete veces mayor que el radio solar. Agotado ya su combustible de hidrógeno, probablemente tiene un núcleo de helio inerte que se está contrayendo y calentando antes de comenzar su fusión en carbono y oxígeno. Su edad estimada es de 300 millones de años.
Kaus Australis presenta un bajo contenido en metales, que puede deberse a que estos se encuentran en la parte interna de la estrella, invisibles a la observación directa en virtud de una envoltura exterior de gas formada por su alta velocidad de rotación, setenta veces mayor que la del Sol.